# Russisme
|  | Per a la ideologia política vegeu raixizm |

Un russisme és una influència de l'idioma rus en altres idiomes. En particular, els russismes són paraules russes o russificades, expressions o construccions gramaticals utilitzades a les llengües eslaves, llengües dels estats de la CEI i llengües de la Federació Russa.
No obstant això, l'abast de la influència idioma rus és més àmplia. Per exemple, a l'italià, els russismes ocupen el cinquè i sisè lloc després dels anglicismes, gal·licismes, germanismes, hispanismes, i arabismes. En català, per exemple, són d'origen rus, entre d'altres, els mots estepa,taigà, pogrom, cosmonauta, kolkhoz, tsar, Duma, korenització, starets, líman, beluga, datxa, politburó, l'acrònim NEP, perestroika, glàsnost, vodka. i gulag.

## Classificació per Ajduković
Jovan Ajduković reinterpreta i innova la "teoria de la transferència" dels préstecs lèxics (е.g., Rudolf Filipović 1986, 1990) i introdueix la "teoria de la còpia i l'activació aproximada" de lexemes de contacte.
A la "teoria de la transferència", el concepte de russisme a les fonts lexicogràfiques, en el seu sentit més ampli, significa, (1) una paraula d'origen rus, motivada o no, que ha mantingut una forta connexió formal-semàntica amb la paraula corresponent en rus (e.g. serbi. baćuška, votka, dača, samizdat, sputnjik, uravnilovka), (2) una paraula, motivada o no, d'origen rus que ha perdut parcialment o totalment la seva connexió formal-semàntica amb la paraula original en rus, a causa de l'adaptació (per exemple, en serbi, blagovremen, iskrenost, istina, pravda, ljubimac, ljubimica, predostrožan, predostrožnost), (3) una paraula, motivada o no, d'origen no rus manllevada a través del rus (per exemple, en serbi. agitprop, agitpropovski, almaz, bandura, aul, kilka, tajga, čaj, korsak, jantar, kumis, kaftan, aršin)i (4) una paraula, motivada o no, d'origen rus o no rus, manllevada a la llengua receptora per mitjà d'un llenguatge transmissor (per exemple, en macedoni, boljar, kolhoz, sovhoz, kolhozovština). Per exemple, el llenguatge transmissor en els contactes entre el rus-macedoni és el búlgar o serbi (Ajdukovic 2004: 94; 340).
A la "teoria de la còpia aproximada i activació" (l'anomenada "Teoria d'Ajduković del contactema"), el concepte de russisme significa una paraula que té un o més "contactemes independents", que han sorgit sota la influència dominant del rus (e.g. en serbi, vostok, nervčik, knjiška, bedstvo, krjak). Jovan Ajduković introdueix el terme "contactema" per a la unitat bàsica de contacte en cada nivell separat del llenguatge. Ell distingeix "contacte-fonema", "contacte-grafema", "contactema en la distribució dels sons", "contactema prosòdic", "contactema derivatiu", "contactema morfològic", "contactema semàntic", "contactema simàntic", "contactema estilístic", "contacte-lexema" i "contacte frasema " (e.g. en serbi, čovek u futroli, Baba Jaga, pali borac, planska privreda, široke narodne mase, Sve srećne porodice liče jedna na drugu, svaka nesrećna porodica nesrećna je na svoj način) (Ajdukovic 2004: 99; 340) (vegeu la pàgina web principal d'Ajduković) Arxivat 2009-01-09 a Wayback Machine..

## Russismes i russificació
Als països que han estat durant molt temps sota la influència de l'Imperi Rus, la Unió Soviètica i l'actual Rússia, el russisme és un resultat directe de la "russificació", quan les paraules natives i expressions foren reemplaçades per unes de russes. Els russismes són especialment freqüents en l'ucraïnès i el belarús, atesa la seva proximitat lingüística al rus.
Exemples de russismes a l'ucraïnès serien "часи" (txassi, "rellotge") en lloc de "годинник" (hodinnik), "ковьор" (kovor "catifa") en comptes de "килим" (kilim), "празнувати" (praznuvati, "celebrar") en comptes de "святкувати" (sviatkuvati), i molts d'altres. Els exemples en moldau inclouen "odecolon" i "subotnic".
L'ús de russismes han comportat la creació de pidgins (anomenats súrjik i trassianka en conseqüència).